# Caminophantis mystolitha
Caminophantis mystolitha är en fjärilsart som beskrevs av Edward Meyrick 1933. Caminophantis mystolitha ingår i släktet Caminophantis och familjen spinnmalar. Inga underarter finns listade i Catalogue of Life.